# Waterpolo Messina

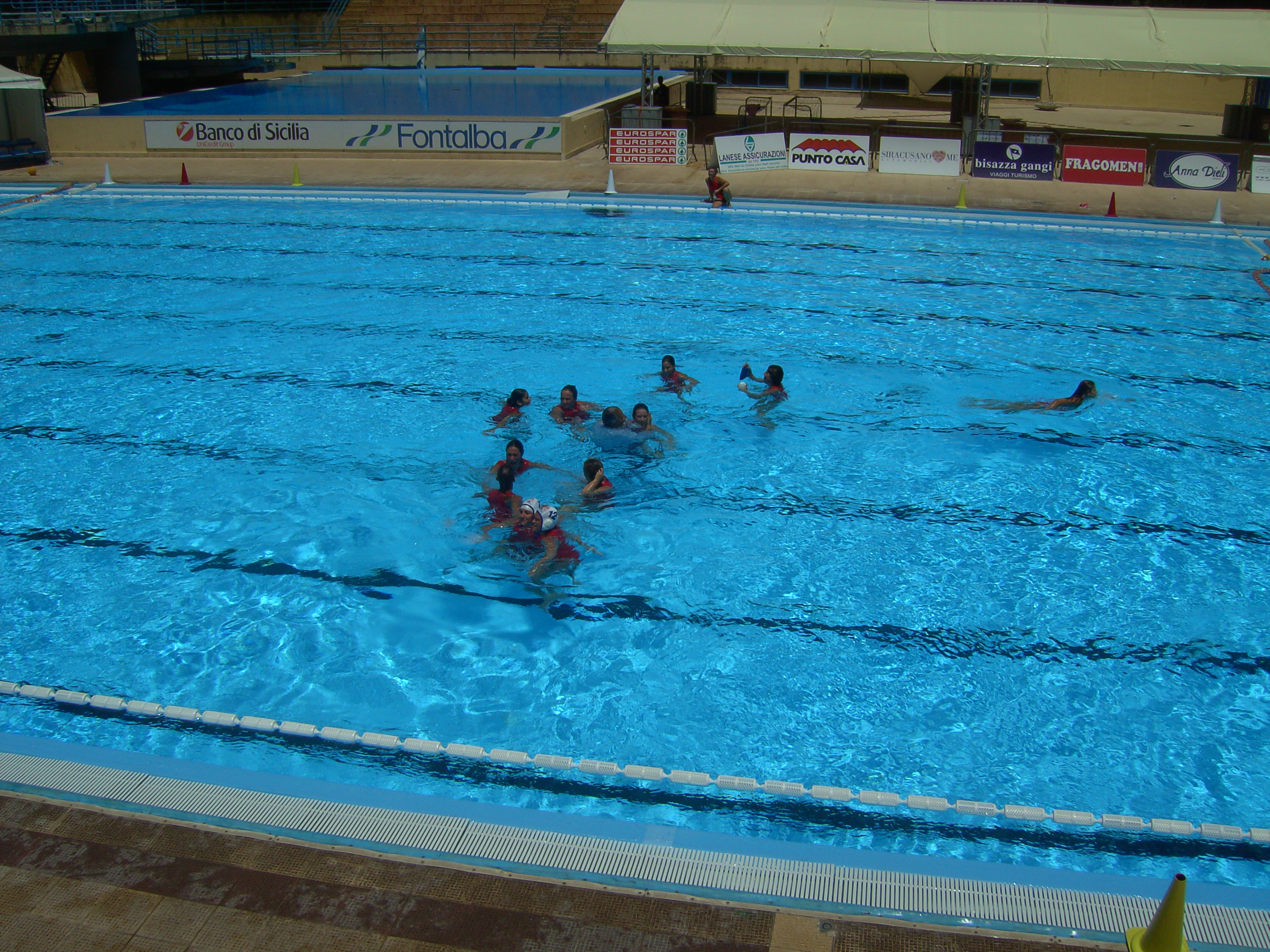
Messinaspelarna jublar efter att ha säkrat lagets avancemang till Serie A1.

A.S.D. Waterpolo Messina är en vattenpoloklubb för damer i Messina i Italien. Klubben spelar i den högsta divisionen Serie A1. Klubben sponsrades först av Fontalba och kallades därför även Waterpolo Fontalba Messina. Lagets nuvarande huvudsponsor är Despar.
I laguppställningen för säsongen 2014/15 ingår OS-guldmedaljören från olympiska sommarspelen 2004 Silvia Bosurgi, de nuvarande italienska landslagsspelarna Rosaria Aiello, Arianna Garibotti och Federica Radicchi samt nederländska landslagsspelaren Vivian Sevenich.